# Поздняков, Константин Игоревич
Константи́н И́горевич Поздняко́в (род. 24 июля 1952, Ленинград) — российско-французский лингвист, специалист в области сравнительно-исторического изучения языковых семей манде и атлантической и нигеро-конголезской макросемьи, исследователь письменности острова Пасхи. Доктор филологических наук.

## Биография
В 1974 году окончил отделение языков Западной Африки кафедры африканистики Восточного факультета Ленинградского государственного университета. В 1978 защитил кандидатскую диссертацию в Институте языкознания АН СССР (Москва) по сравнительному изучению языков манде и получил тем самым учёную степень кандидата филологических наук. В 1978—1982 работал в советском культурном представительстве в Дакаре (Сенегал). В 1982—1997 — научный сотрудник Музея антропологии и этнографии АН СССР / РАН (Кунсткамера) в Ленинграде/Санкт-Петербурге; в 1995 году защитил докторскую диссертацию по реконструкции грамматики атлантических языков и получил тем самым учёную степень доктора филологических наук. С 1997 — профессор Национального института восточных языков и цивилизаций в Париже, исследователь Национального центра научных исследований Франции в лаборатории LLACAN; в 2011—2016 старший член Institut Universitaire de France. Преподавал на Факультете этнологии Европейского университета в Санкт-Петербурге.

## Научная деятельность
Основные направления исследований:
- реконструкция лексики и грамматики атлантических языков, работа над этимологическим словарём атлантической семьи (совместно с Гийомом Сежерером);
- реконструкция пра-языка нигеро-конголезской макросемьи, в первую очередь — системы именных классов и числительных;
- разработка статистических методик для сравнительно-исторических исследований, в частности, для верификации этимологических словарей, для установления регулярных соответствий и выявления архаичных морфем;
- теория морфологии и морфонологии: механизмы аналогических изменений в языках; парадигматическая интеграция морфем; неморфемные знаки (субморфы);
- фонотактика;
- расшифровка письменности ронго-ронго (о. Пасхи).

## Основные работы
- Поздняков К. И. Сравнительная грамматика атлантических языков. Именные классы и фоно-морфология. — М.: Наука. Издательская фирма «Восточная литература», 1993. — 375 с. — ISBN 5-02-016809-2
- POZDNIAKOV, K. Statistics and reconstruction: «quantitative diachrony». In: (Ed.) Konstantin Pozdniakov. Reconstruction et classification généalogique: tendances actuelles. Faits de Langues, Paris, 2016, p.223-250.
- POZDNIAKOV, K. Diachronie des classes nominales atlantiques: morphophonologie, morphologie, sémantique. In: (Ed.) Denis Creissels et Konstantin Pozdniakov. Les classes nominales dans les langues atlantiques. Köln, Rüdiger Köppe Verlag, 2015, p.54-102
- POZDNIAKOV, K. О пороге родства и индексе стабильности в базисной лексике при массовом сравнении: атлантические языки / Journal of Language Relationship, 11, 2014, p. 187—237
- POZDNIAKOV, K. Tablet Keiti and calendar-like structures in Rapanui script // Journal de la Société des Océanistes, 132, 2011-1, p;p; 39-74.
- Поздняков К. И. О природе и функциях внеморфемных знаков // Вопросы языкознания 6, 2009, с. 35-64